# Nomada leucozona
Nomada leucozona är en biart som beskrevs av Rodeck 1931. Nomada leucozona ingår i släktet gökbin, och familjen långtungebin. Inga underarter finns listade i Catalogue of Life.